# Liriomyza schwabei
Liriomyza schwabei este o specie de muște din genul Liriomyza, familia Agromyzidae, descrisă de Spencer în anul 1963. Conform Catalogue of Life specia Liriomyza schwabei nu are subspecii cunoscute.